# Poa hissarica
Poa hissarica är en gräsart som beskrevs av Roman Julievich Roshevitz. Poa hissarica ingår i släktet gröen, och familjen gräs. Inga underarter finns listade i Catalogue of Life.